# Dulcine
Dulcine, ook bekend als sucrol, is een kunstmatige zoetstof (ca. 250 maal zoeter dan suiker) die in 1884 werd ontdekt door Joseph Berlinerbau. Ongeveer zeven jaar later kwam het beschikbaar voor massaproductie. Ondanks dat de ontdekking slechts vijf jaar later kwam dan die van sacharine, werd het qua marktaandeel niet zo'n groot succes. Desalniettemin was het in het begin van de 20e eeuw een belangrijke zoetstof, met als voordeel boven sacharine de afwezigheid van de bittere nasmaak.
De eerste medische tests wezen uit dat de stof veilig was voor menselijke consumptie, en men vond het ideaal voor diabetici. Maar door een onderzoek van de Amerikaanse voedsel- en warenautoriteit FDA in 1951 rezen er toch twijfels. Nadat uit dierproeven aspecifieke kankerverwekkendheid bleek, werd het middel in 1954 van de markt gehaald.